# 破魔矢

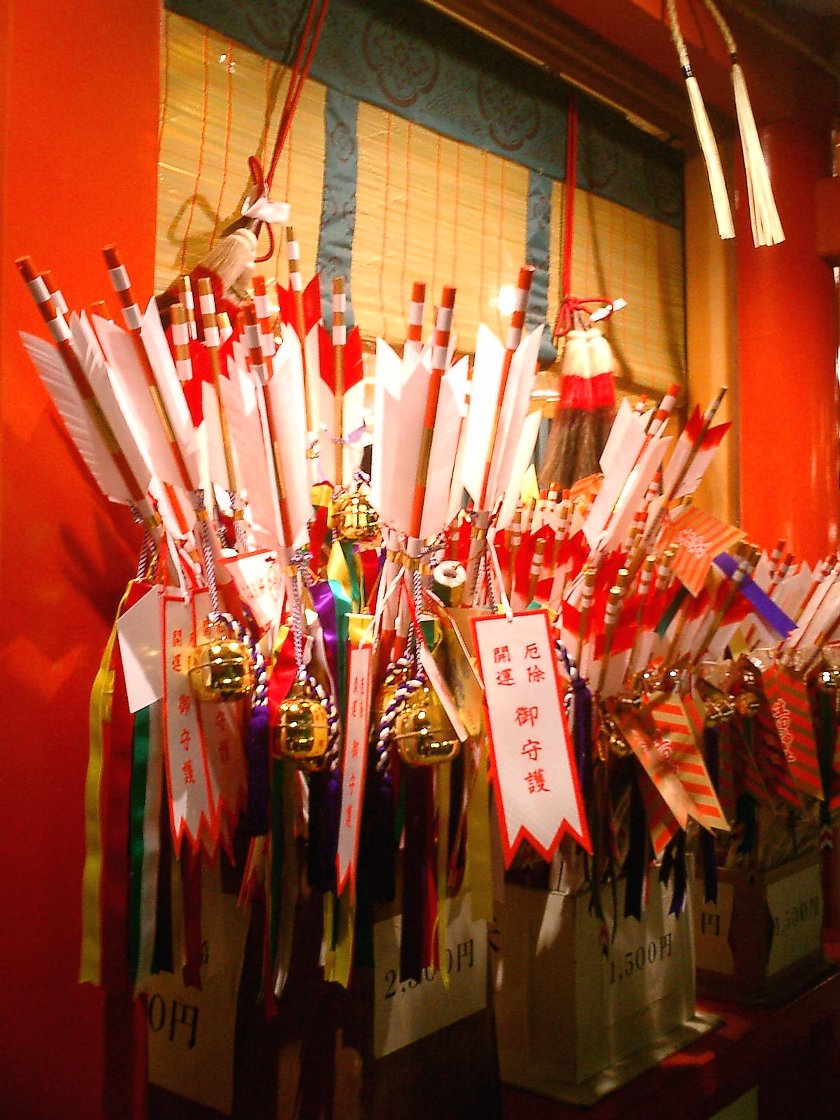
破魔矢

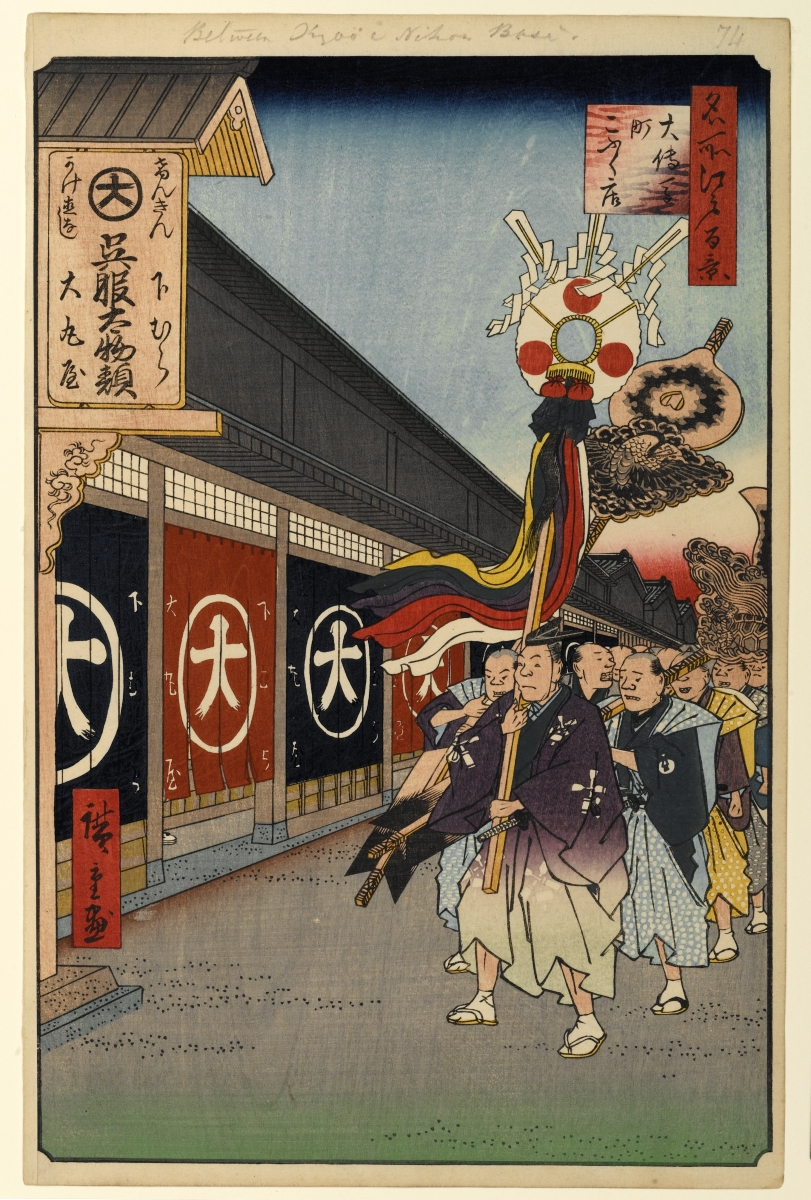
江戸時代の「棟梁送り」を描いた錦絵。先頭の幣串の後ろに、上棟式の魔除けに使われた２本の破魔矢が見える。歌川広重『名所江戸百景』「大伝馬町呉服店」

破魔矢（はまや）とは、正月の縁起物や神具として神社・寺院で授与される矢である。破魔弓（はまゆみ）と呼ばれる弓とセットにすることもある。

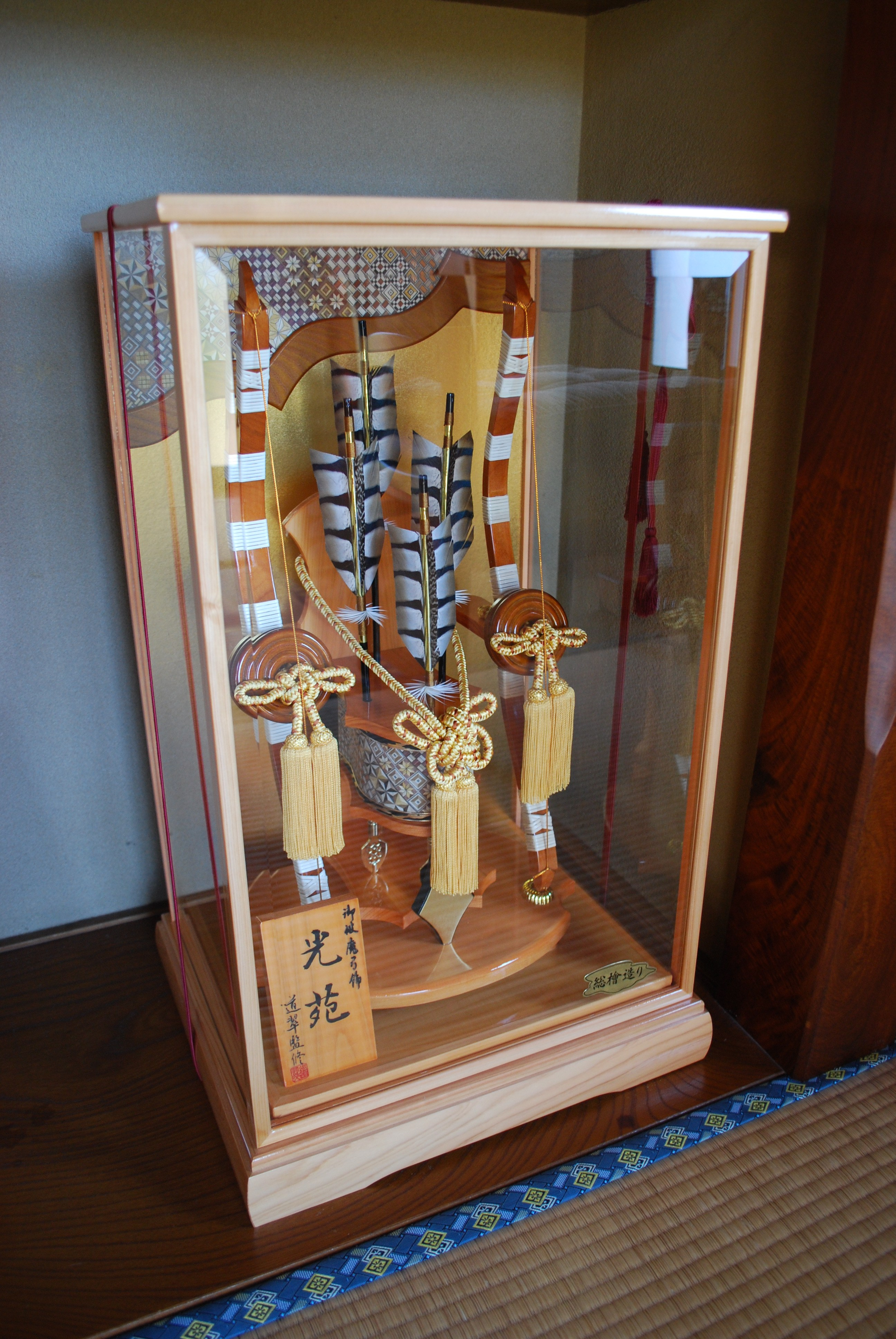
男の子が生まれた家に贈る正月の破魔矢飾り

このほか、家屋を新築した際の上棟式に呪いとして鬼門に向けて棟の上に弓矢を立てる。新生児の初節句に親戚や知人から破魔矢・破魔弓を贈る習慣もある。
正月に行われていた弓の技を試す「射礼」（じゃらい）という行事に使われた弓矢に由来するとされている。元々「ハマ」は競技に用いられる的のことを指す。これを射る矢を「はま矢（浜矢）」、弓を「はま弓（浜弓）」と呼んだ。「はま」が「破魔」に通じるとして、正月に男児のいる家に弓矢を組み合わせた玩具を贈る風習が生まれた。後に、一年の好運を射止める縁起物として初詣で授与されるようになった。

## 破魔矢の概念

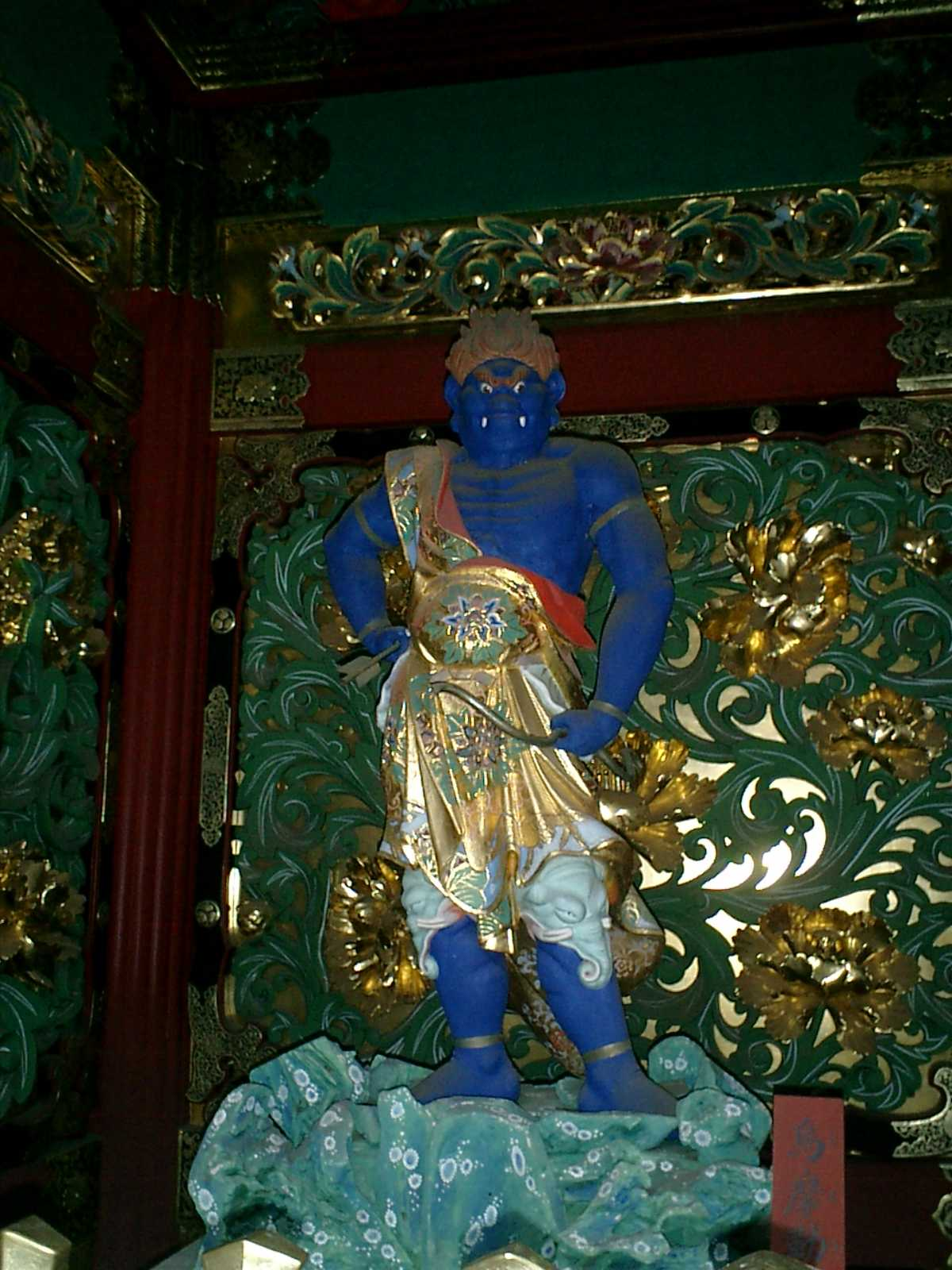
烏摩勒伽（うまろきゃ）

仏教において、青面金剛に従う四夜叉の一人、烏摩勒伽（うまろきゃ）が持つ金の弓矢が破魔矢の発祥であるという伝承があり、烏摩勒伽ら四夜叉を祀る日光の輪王寺では、それにちなんだ龍神破魔矢が販売されている。
日本では古来、呪術をかける事は少ないが、呪術に対する破邪の慣習は多くある。一般に破魔矢の先が鋭く尖っていないのは、目標とする人や物自体ではなく邪魔が発する邪気・邪意・邪道・邪心等の妖気を破り浄化する用を為せばよいので、鋭利な刃物である必要が無い為である。
一般には破魔矢のみがよく流通しているが、正式には、破魔弓で射て初めて邪魔を破り浄化する効力を発揮する。一般人が破魔矢を持つ意味は、破魔弓は神や神主や破邪の能力を有する者が持って方向と力と気を定めて構え、破魔矢の所有者は破りたい魔に対する矢を提示する形で射られる、との仕組から来る。

## 商標
小型の弓にお守りなどをつけた神社の縁起物の「破魔矢」は、神奈川県の破魔矢奉製所という会社が商標登録していたが、広く使われるようになったとして、数年前に商標登録の更新をしなかった。このため、以前は「魔除けの矢」などとニュースで表現していたNHKも近年は「破魔矢」という語を使うこともある。